# Huanal
Huanal es una localidad del estado mexicano de Chiapas. Es parte del municipio de Huitiupán.

## Demografía
| Gráfica de evolución demográfica |
|                                  |

| Censo | Población |
| ----- | --------- |
| 1930  | 34        |
| 1940  | 231       |
| 1950  | 256       |
| 1960  | 416       |
| 1970  | 486       |
| 1980  | 462       |
| 1990  | 596       |
| 2000  | 848       |
| 2010  | 886       |
| 2020  | 1 011     |